# Mistrovství světa juniorů v ledním hokeji 2007
Mistrovství světa juniorů v ledním hokeji se na přelomu let 2006 a 2007 konalo na území Švédska ve městech Mora a Leksand.

## Stadiony
| Leksand                                  | Mora                                        |
| ---------------------------------------- | ------------------------------------------- |
| Ejendals Arena Kapacita: 7 650 15 zápasů | FM Mattsson Arena Kapacita: 4 500 16 zápasů |
|                                          |                                             |

## Základní skupiny

### Základní skupina A
| Tým          | Z | V | P | VP | PP | GS | GI | B  |
| ------------ | - | - | - | -- | -- | -- | -- | -- |
| 1. Kanada    | 4 | 4 | 0 | 0  | 0  | 14 | 4  | 12 |
| 2. Švédsko   | 4 | 2 | 1 | 0  | 1  | 11 | 9  | 7  |
| 3. USA       | 4 | 1 | 1 | 1  | 1  | 13 | 11 | 6  |
| 4. Německo   | 4 | 1 | 2 | 1  | 0  | 8  | 9  | 5  |
| 5. Slovensko | 4 | 0 | 4 | 0  | 0  | 6  | 19 | 0  |

Rozlosování
| 26. prosinec, 2006 15:00 | Německo | 2-1 P | USA | Ejendals Arena Diváků: 2,462 |
|                          | Německo |       | USA |                              |

|  |                                                   | Souhrn zápasu |                           |  |
|  | ------------------------------------------------- | ------------- | ------------------------- |  |
|  | Christopher Giebe (PP1) 13:45 Marcel Müller 61:51 |               | Peter Mueller 48:56 (PP1) |  |

| 26. prosinec, 2006 19:00 | Švédsko | 0-2 | Kanada | Ejendals Arena Diváků: 7,650 |
|                          | Švédsko |     | Kanada |                              |

|  |  | Souhrn zápasu |                                                   |  |
|  |  | ------------- | ------------------------------------------------- |  |
|  |  |               | Luc Bourdon 14:22 (PP1) Brad Marchand 19:12 (PP1) |  |

| 27. prosinec, 2006 19:00 | Slovensko | 2-4 | Německo | Ejendals Arena Diváků: 495 |
|                          | Slovensko |     | Německo |                            |

|  |                                                    | Souhrn zápasu |                                                                                            |  |
|  | -------------------------------------------------- | ------------- | ------------------------------------------------------------------------------------------ |  |
|  | Juraj Mikúš 11:52 (PP2) Michal Korenko 25:41 (PP1) |               | Florian Ondruschka 03:08 Felix Schütz 08:08 Rene Kramer 43:23 Christoph Gawlik 44:13 (PP1) |  |

| 27. prosinec, 2006 19:30 | Kanada | 6–3 | USA | FM Mattsson Arena Diváků: 3,539 |
|                          | Kanada |     | USA |                                 |

|  | | Souhrn zápasu |                                                        |  |
|  | --- | ------------- | ------------------------------------------------------ |  |
|  | Steve Downie 14:43 Tom Pyatt 17:33 (PP1) Johnathan Toews 21:55 (PP1) Johnathan Toews 49:13 Darren Helm 58:17 Darren Helm 59:03 (ENG) |               | Erik Johnson 22:24 Mike Carman 26:12 Bill Sweatt 53:50 |  |

| 28. prosinec, 2006 19:30 | Slovensko | 3–6 | Švédsko | FM Mattsson Arena Diváků: 4,037 |
|                          | Slovensko |     | Švédsko |                                 |

|  |                                                                          | Souhrn zápasu | |  |
|  | ------------------------------------------------------------------------ | ------------- | --- |  |
|  | Vladimír Mihalík 15:13 Ondrej Mikula 19:33 (PP1) Juraj Mikúš 34:56 (PP1) |               | Patrik Berglund 04:42 Linus Omark 16:59 Niklas Hjalmarsson 21:40 (PP1) Martin Johansson 44:15 (PP1) Patric Hörnqvist 48:41 Robin Lindqvist 49:05 |  |

| 29. prosinec, 2006 19:00 | Německo | 1–3 | Kanada | Ejendals Arena Diváků: 1,284 |
|                          | Německo |     | Kanada |                              |

|  |                          | Souhrn zápasu |                                                                |  |
|  | ------------------------ | ------------- | -------------------------------------------------------------- |  |
|  | Felix Schütz 32:26 (PP2) |               | Kris Russell 07:04 Steve Downie 34:42 (PP1) Kris Russell 50:34 |  |

| 30. prosinec, 2006 17:00 | USA | 6–1 | Slovensko | Ejendals Arena Diváků: 789 |
|                          | USA |     | Slovensko |                            |

|  | | Souhrn zápasu |                   |  |
|  | --- | ------------- | ----------------- |  |
|  | Patrick Kane 06:51 Jack Johnson 14:45 (PP1) Patrick Kane 24:15 Erik Johnson 29:00 (PP1) Peter Mueller 41:36 James van Riemsdyk 56:07 |               | Juraj Mikúš 49:46 |  |

| 30. prosinec, 2006 17:00 | Švédsko | 3-1 | Německo | FM Mattsson Arena Diváků: 3,801 |
|                          | Švédsko |     | Německo |                                 |

|  |                                                                             | Souhrn zápasu |                                 |  |
|  | --------------------------------------------------------------------------- | ------------- | ------------------------------- |  |
|  | Robin Lindqvist (PP1) 03:25 Magnus Isaksson 26:42 Alexander Sundström 52:05 |               | Christopher Fischer 21:23 (PP2) |  |

| 31. prosinec, 2006 13:00 | Kanada | 3-0 | Slovensko | Ejendals Arena Diváků: 1,434 |
|                          | Kanada |     | Slovensko |                              |

|  |                                                                | Souhrn zápasu |  |  |
|  | -------------------------------------------------------------- | ------------- |  |  |
|  | Kris Russell 05:36 Kris Russell 08:52 (PP2) Steve Downie 33:05 |               |  |  |

| 31. prosinec, 2006 17:00 | USA | 3-2 P | Švédsko | Ejendals Arena Diváků: 4,297 |
|                          | USA |       | Švédsko |                              |

|  |                                                             | Souhrn zápasu |                                                       |  |
|  | ----------------------------------------------------------- | ------------- | ----------------------------------------------------- |  |
|  | Patrick Kane 31:50 Ryan Stoa 33:25 Jack Johnson 63:16 (PP1) |               | Andreas Turesson 27:11 (SH1) Fredrik Pettersson 59:46 |  |

### Základní skupina B
| Tým          | Z | V | P | VP | PP | GS | GI | B  |
| ------------ | - | - | - | -- | -- | -- | -- | -- |
| 1. Rusko     | 4 | 4 | 0 | 0  | 0  | 20 | 3  | 12 |
| 2. Finsko    | 4 | 2 | 2 | 0  | 0  | 13 | 11 | 6  |
| 3. Česko     | 4 | 2 | 2 | 0  | 0  | 10 | 12 | 6  |
| 4. Švýcarsko | 4 | 1 | 3 | 0  | 0  | 6  | 15 | 3  |
| 5. Bělorusko | 4 | 1 | 3 | 0  | 0  | 7  | 15 | 3  |

| 26. prosinec, 2006 15:00 | Bělorusko | 4–3 | Finsko | FM Mattsson Arena Diváků: 1,002 |
|                          | Bělorusko |     | Finsko |                                 |

|  | | Souhrn zápasu |                                                                         |  |
|  | --- | ------------- | ----------------------------------------------------------------------- |  |
|  | Michail Stefanovič 06:45 (PP2) Jurij Iljin 45:20 (PP1) Sergej Kosticyn 48:18 (SH1) Michail Stefanovič 52:57 |               | Leo Komarov 19:57 (PP1) Mikko Lehtonen 30:45 (PP1) Mikko Lehtonen 59:27 |  |

| 26. prosinec, 2006 19:30 | Česko | 2–3 | Rusko | FM Mattsson Arena Diváků: 1,065 |
|                          | Česko |     | Rusko |                                 |

|  |                                                        | Souhrn zápasu |                                                                              |  |
|  | ------------------------------------------------------ | ------------- | ---------------------------------------------------------------------------- |  |
|  | Tomáš Svoboda 10:05 (PP1) Vladimír Sobotka 55:38 (PP1) |               | Alexej Čerepanov 22:01 (PP1) Alexander Loginov 23:43 Alexander Bumagin 45:54 |  |

| 27. prosinec, 2006 16:00 | Švýcarsko | 4–1 | Bělorusko | FM Mattsson Arena Diváků: 954 |
|                          | Švýcarsko |     | Bělorusko |                               |

|  |                                                                                      | Souhrn zápasu |                         |  |
|  | ------------------------------------------------------------------------------------ | ------------- | ----------------------- |  |
|  | Juraj Šimek 28:59 (SH1) Fadri Lemm 29:31 Yannick Weber 40:27 (PP1) Juraj Šimek 50:46 |               | Andrej Stas 18:31 (SH1) |  |

| 28. prosinec, 2006 16:00 | Finsko | 6–2 | Česko | FM Mattsson Arena Diváků: 1,458 |
|                          | Finsko |     | Česko |                                 |

|  | | Souhrn zápasu |                                               |  |
|  | --- | ------------- | --------------------------------------------- |  |
|  | Oskar Osala 20:20 Teemu Laakso 22:03 Mikko Lehtonen 23:45 Teemu Laakso 47:17 (PP1) Leo Komarov 47:47 Jonas Enlund 52:21 (SH1) |               | Vladimír Sobotka 12:39 (PP1) Tomáš Káňa 27:58 |  |

| 28. prosinec, 2006 19:00 | Rusko | 6–0 | Švýcarsko | Ejendals Arena Diváků: 481 |
|                          | Rusko |     | Švýcarsko |                            |

|  | | Souhrn zápasu |  |  |
|  | --- | ------------- |  |  |
|  | Ilja Zubov 24:28 (PP1) Alexander Bumagin 35:01 (PP1) Igor Makarov 41:29 (SH1) Jevgenij Rjasenskij 48:18 Artem Anisimov 54:22 (PP1) Vjačeslav Vojnov 59:34 |               |  |  |

| 29. prosinec, 2006 17:00 | Bělorusko | 1–6 | Rusko | FM Mattsson Arena Diváků: 956 |
|                          | Bělorusko |     | Rusko |                               |

|  |                       | Souhrn zápasu | |  |
|  | --------------------- | ------------- | --- |  |
|  | Alexander Šurko 27:08 |               | Pavel Valentěnko 04:30 Vjačeslav Buravčikov 12:37 Alexander Vasjunov 17:13 Igor Musatov 26:07 Jevgenij Rjasenskij 37:27 (PP1) Vjačeslav Buravčikov 55:16 |  |

| 30. prosinec, 2006 13:00 | Finsko | 4–0 | Švýcarsko | FM Mattsson Arena Diváků: 1,154 |
|                          | Finsko |     | Švýcarsko |                                 |

|  | | Souhrn zápasu |  |  |
|  | --- | ------------- |  |  |
|  | Oskar Osala 08:08 (PP1) Oskar Osala 13:39 (PP1) Perttu Lindgren 32:23 (PP2) Teemu Laakso 59:00 (PP2) |               |  |  |

| 30. prosinec, 2006 13:00 | Česko | 2–1 | Bělorusko | Ejendals Arena Diváků: 401 |
|                          | Česko |     | Bělorusko |                            |

|  |                                                      | Souhrn zápasu |                   |  |
|  | ---------------------------------------------------- | ------------- | ----------------- |  |
|  | Michael Frolík 17:29 (SH1) Tomáš Svoboda 46:38 (PP2) |               | Jegor Filin 38:01 |  |

| 31. prosinec, 2006 13:00 | Rusko | 5–0 | Finsko | FM Mattsson Arena Diváků: 1,004 |
|                          | Rusko |     | Finsko |                                 |

|  | | Souhrn zápasu |  |  |
|  | --- | ------------- |  |  |
|  | Ilja Zubov 11:28 (PP1) Alexej Čerepanov 14:26 (PP1) Ilja Zubov 26:42 (PP2) Gennadij Čurilov 30:19 Alexej Čerepanov 47:01 (PP2) |               |  |  |

| 31. prosinec, 2006 17:00 | Švýcarsko | 2–4 | Česko | FM Mattsson Arena Diváků: 716 |
|                          | Švýcarsko |     | Česko |                               |

|  |                                            | Souhrn zápasu |                                                                                            |  |
|  | ------------------------------------------ | ------------- | ------------------------------------------------------------------------------------------ |  |
|  | Dario Bürgler 19:51 Arnaud Jacquemet 23:20 |               | Jakub Voráček 02:09 (PP1) Tomáš Káňa 04:52 Jaroslav Bartoň 17:16 Martin Hanzal 45:03 (SH1) |  |

## Skupina o udržení
| Tým           | Z | V | P | VP | PP | GS | GI | B |
| ------------- | - | - | - | -- | -- | -- | -- | - |
| 7. Švýcarsko  | 3 | 3 | 0 | 0  | 0  | 11 | 5  | 9 |
| 8. Slovensko  | 3 | 1 | 2 | 0  | 0  | 12 | 6  | 3 |
| 9. Německo    | 3 | 1 | 2 | 0  | 0  | 8  | 10 | 3 |
| 10. Bělorusko | 3 | 1 | 2 | 0  | 0  | 4  | 14 | 3 |

Pozn.: Do tabulky se započítávaly i vzájemné zápasy ze základních skupin:  Slovensko 2–4  Německo a  Švýcarsko 4–1  Bělorusko 
| 2. leden, 2007 16:00 | Švýcarsko | 2–1 | Slovensko | FM Mattsson Arena Diváků: 869 |
|                      | Švýcarsko |     | Slovensko |                               |

|  |                                                      | Souhrn zápasu |                            |  |
|  | ---------------------------------------------------- | ------------- | -------------------------- |  |
|  | Janick Steinmann 19:41 (PP1) Juraj Šimek 49:34 (PP1) |               | Michal Korenko 28:10 (PP2) |  |

| 3. leden, 2007 16:00 | Německo | 1–3 | Bělorusko | FM Mattsson Arena Diváků: 701 |
|                      | Německo |     | Bělorusko |                               |

|  |                          | Souhrn zápasu |                                                                              |  |
|  | ------------------------ | ------------- | ---------------------------------------------------------------------------- |  |
|  | Felix Schütz 11:08 (PP1) |               | Nikita Komarov 35:56 Michail Stefanovič 51:58 (PP1) Michail Stefanovič 59:17 |  |

| 4. leden, 2007 16:00 | Bělorusko | 0–9 | Slovensko | FM Mattsson Arena Diváků: 514 |
|                      | Bělorusko |     | Slovensko |                               |

|  |  | Souhrn zápasu | |  |
|  |  | ------------- | --- |  |
|  |  |               | David Buc 04:48 Juraj Mikúš 12:06 (SH1) Marek Bartánus 14:21 (PP1) Tomáš Marcinko 29:03 (PP1) Július Šinkovič 30:54 Juraj Mikúš 32:01 (PP1) Tomáš Záborský 39:52 Mário Bližňák 51:25 Ondrej Mikula 59:33 (PP1) |  |

| 4. leden, 2007 19:30 | Německo | 3–5 | Švýcarsko | FM Mattsson Arena Diváků: 702 |
|                      | Německo |     | Švýcarsko |                               |

|  |                                                              | Souhrn zápasu | |  |
|  | ------------------------------------------------------------ | ------------- | --- |  |
|  | Felix Schütz 05:48 Felix Schütz 17:35 Constantin Braun 44:03 |               | Robin Grossmann 16:05 (PP1) Samuel Friedli 18:13 Juraj Šimek 22:57 (PP1) Andrej Bykov 34:13 Etienne Froidevaux 55:41 |  |

 Německo a  Bělorusko sestoupily do 1. divize.

## Play off

### Čtvrtfinále
| 2. leden, 2007 19:30 | Švédsko | 5-1 | Česko | Ejendals Arena Diváků: 3,313 |
|                      | Švédsko |     | Česko |                              |

|  | | Souhrn zápasu |                             |  |
|  | --- | ------------- | --------------------------- |  |
|  | Magnus Isaksson 01:18 Alexander Sundström 13:09 Linus Omark 29:02 Martin Johansson 32:17 Martin Johansson 53:11 |               | Vladimír Sobotka 18:27 (PP) |  |

| 2. leden, 2007 19:30 | Finsko | 3–6 | USA | FM Mattsson Arena Diváků: 1,456 |
|                      | Finsko |     | USA |                                 |

|  |                                                              | Souhrn zápasu | |  |
|  | ------------------------------------------------------------ | ------------- | --- |  |
|  | Jesse Joensuu 26:38 Oskar Osala 30:01 Oskar Osala 41:38 (PP) |               | Erik Johnson 11:28 Patrick Kane 22:11 Jack Skille 40:23 (PP) Peter Mueller 47:53 (PP2) Trevor Lewis 49:00 (PP2) Jack Johnson 59:40 (PP2) |  |

### O 5. místo
| 4. leden, 2007 19:30 | Česko | 6–2 | Finsko | Ejendals Arena Diváků: 369 |
|                      | Česko |     | Finsko |                            |

|  | | Souhrn zápasu |                                                      |  |
|  | --- | ------------- | ---------------------------------------------------- |  |
|  | Michael Frolík 09:56 Michael Frolík 13:23 (PP) Martin Hanzal 22:43 (PP) Michael Frolík 26:25 Vladimír Sobotka 38:42 Tomáš Kudělka 49:34 (PP2) |               | Perttu Lindgren 17:22 (PP) Mikko Lehtonen 38:05 (PP) |  |

### Semifinále
| 3. leden, 2007 16:00 | Kanada | 2–1 SN | USA | Ejendals Arena Diváků: 2,376 |
|                      | Kanada |        | USA |                              |

|  |                                                  | Souhrn zápasu |                           |  |
|  | ------------------------------------------------ | ------------- | ------------------------- |  |
|  | Luc Bourdon 52:19 (PP) Jonathan Toews 70:00 (SO) |               | Taylor Chorney 25:04 (PP) |  |

| 3. leden, 2007 19:45 | Švédsko | 2–4 | Rusko | Ejendals Arena Diváků: 5,354 |
|                      | Švédsko |     | Rusko |                              |

|  |                                                        | Souhrn zápasu |                                                                                              |  |
|  | ------------------------------------------------------ | ------------- | -------------------------------------------------------------------------------------------- |  |
|  | Jonas Junland 09:00 (PP) Niklas Hjalmarsson 50:54 (PP) |               | Igor Makarov 16:49 Alexej Čerepanov 18:18 (PP) Artem Anisimov 34:16 Alexander Vasjunov 43:46 |  |

### Zápas o bronz
| 5. leden, 2007 16:00 | Švédsko | 1–2 | USA | Ejendals Arena Diváků: 3,635 |
|                      | Švédsko |     | USA |                              |

|  |                         | Souhrn zápasu |                                       |  |
|  | ----------------------- | ------------- | ------------------------------------- |  |
|  | Patrik Zackrisson 29:00 |               | Patrick Kane 19:55 Erik Johnson 32:34 |  |

### Finále
| 5. leden, 2007 19:30 | Kanada | 4-2 | Rusko | Ejendals Arena Diváků: 5,223 |
|                      | Kanada |     | Rusko |                              |

|  |                                                                                             | Souhrn zápasu |                                                         |  |
|  | ------------------------------------------------------------------------------------------- | ------------- | ------------------------------------------------------- |  |
|  | Andrew Cogliano 15:35 Bryan Little 17:29 (PP) Jonathan Toews 18:02 (PP) Brad Marchand 26:00 |               | Pavel Valentěnko 31:27 (PP) Gennadij Čurilov 39:24 (PP) |  |

## Statistiky

### Tabulka produktivity
| Poř. | Hráč              | Stát    | Z | G | A | B  | +/− | TM |
| ---- | ----------------- | ------- | - | - | - | -- | --- | -- |
| 1    | Mikko Lehtonen    | Finsko  | 6 | 4 | 6 | 10 | +1  | 0  |
| 2    | Perttu Lindgren   | Finsko  | 6 | 2 | 8 | 10 | +1  | 8  |
| 3    | Erik Johnson      | USA     | 7 | 4 | 6 | 10 | +3  | 16 |
| 4    | Patrick Kane      | USA     | 7 | 5 | 4 | 9  | +2  | 4  |
| 5    | Alexej Čerepanov  | Rusko   | 6 | 5 | 3 | 8  | +2  | 2  |
| 6    | Oskar Osala       | Finsko  | 6 | 5 | 3 | 8  | +2  | 4  |
| 7    | Felix Schütz      | Německo | 6 | 5 | 3 | 8  | +2  | 8  |
| 8    | Vladimír Sobotka  | Česko   | 6 | 4 | 4 | 8  | +2  | 12 |
| 9    | Alexander Bumagin | Rusko   | 6 | 2 | 6 | 8  | +1  | 16 |
| 10   | Jonathan Toews    | Kanada  | 6 | 4 | 3 | 7  | +1  | 12 |

### Úspěšnost brankářů
(odchytáno minimálně 40% minut svého týmu)
| Poř. | Hráč             | Země      | Min. | IG | Pr. G/Z | % úsp. zák. | Čistá konta |
| ---- | ---------------- | --------- | ---- | -- | ------- | ----------- | ----------- |
| 1    | Carey Price      | Kanada    | 370  | 7  | .9609   | 1.14        | 2           |
| 2    | Semjon Varlamov  | Rusko     | 359  | 9  | .9338   | 1.51        | 2           |
| 3    | Jeff Frazee      | USA       | 314  | 9  | .9388   | 1.72        | 0           |
| 4    | Joel Gistedt     | Švédsko   | 276  | 9  | .9118   | 1.96        | 0           |
| 5    | Branislav Konrád | Slovensko | 270  | 11 | .9060   | 2.44        | 1           |

### Turnajová ocenění
|                            | Brankář                           | Obránce      | Obránce      | Útočníci         | Útočníci         | Útočníci         |
| -------------------------- | --------------------------------- | ------------ | ------------ | ---------------- | ---------------- | ---------------- |
| Ceny direktoriátu IIHF     | Carey Price (Nejužitečnější hráč) | Erik Johnson | Erik Johnson | Alexej Čerepanov | Alexej Čerepanov | Alexej Čerepanov |
| All-Star Tým (podle médií) | Carey Price                       | Erik Johnson | Kris Letang  | Alexej Čerepanov | Patrick Kane     | Jonathan Toews   |

### Konečné pořadí
| Pořadí           | Tým       |
| ---------------- | --------- |
| Zlatá medaile    | Kanada    |
| Stříbrná medaile | Rusko     |
| Bronzová medaile | USA       |
| 4.               | Švédsko   |
| 5.               | Česko     |
| 6.               | Finsko    |
| 7.               | Švýcarsko |
| 8.               | Slovensko |
| 9.               | Německo   |
| 10.              | Bělorusko |

## Soupisky
Kanada
Leland Irving (B), Carey Price (B), Karl Alzner, Luc Bourdon, Cody Franson, Kris Letang, Ryan Parent, Kris Russell, Marc Staal, Dan Bertram,
Marc-André Cliche, Andrew Cogliano, Steve Downie, Sam Gagner, Darren Helm, Bryan Little, Brad Marchand, Kenndal McArdle, James Neal, Ryan O'Marra, Tom Pyatt, Jonathan Toews
  Rusko
Nikita Bespalov (B), Semjon Varlamov (B), Yury Alexandrov, Vitaly Anikeenko, Vjačeslav Buravčikov, Aleksandr Loginov, Jevgenij Rjasenskij, Pavel Valentenko, Vyacheslav Voinov, Andrei Zubarev, Artem Anisimov, Aleksandr Bumagin, Alexej Čerepanov, Gennadij Čurilov, Anton Glovatsky, Andrei Kiryukhin, Anton Krysanov, Aleksandr Kucheryavenko, Igor Makarov, Igor Musatov, Alexandr Vasjunov, Ilya Zubov
  USA
Jeff Frazee (B), Jeff Zatkoff (B), Taylor Chorney, Jack Johnson, Erik Johnson, Kyle Lawson, Brian Lee, Jamie McBain, Sean Zimmerman, Justin Abdelkader, Mike Carman, Jimmy Fraser, Blake Geoffrion, Nathan Gerbe, Patrick Kane, Trevor Lewis, Peter Mueller, Kyle Okposo, Jack Skille, Ryan Stoa, Bill Sweatt, James van Riemsdyk
5. místo  Česko
Ondřej Pavelec, Jakub Kovář, náhradník Michal Nedvídek – Jakub Kindl, Tomáš Kudělka (1), Michael Kolarz, Ondřej Poživil, Jaroslav Bartoň (1), Jakub Vojta, Jiří Suchý – Vladimír Sobotka (4), Martin Hanzal (2), Tomáš Pospíšil, Daniel Rákos, Jakub Černý, Lukáš Vantuch, Jakub Voráček (1), Tomáš Svoboda (2), David Kuchejda, Michal Řepík, Michael Frolík (4), Tomáš Káňa (2), David Květoň. 
Trenéři: Vladimír Bednář a Mojmír Trličík.

## Divize I
MS Divize I. se hrálo ve dnech 11. – 17. prosince 2006 v Odense v Dánsku (skupina A) a v Torre Pellice v Itálii (skupina B).

### Skupina A
| Tým          | Z | V | P | VP | PP | GS | GI | B  |
| ------------ | - | - | - | -- | -- | -- | -- | -- |
| 1. Dánsko    | 5 | 4 | 1 | 0  | 0  | 23 | 11 | 12 |
| 2. Ukrajina  | 5 | 4 | 1 | 0  | 0  | 29 | 13 | 12 |
| 3. Lotyšsko  | 5 | 4 | 1 | 0  | 0  | 15 | 9  | 12 |
| 4. Polsko    | 5 | 2 | 3 | 0  | 0  | 14 | 21 | 6  |
| 5. Slovinsko | 5 | 1 | 4 | 0  | 0  | 12 | 19 | 3  |
| 6. Estonsko  | 5 | 0 | 5 | 0  | 0  | 5  | 25 | 0  |

 Dánsko postoupilo mezi elitu, zatímco  Estonsko sestoupilo do 2. divize na Mistrovství světa juniorů v ledním hokeji 2008

### Skupina B
| Tým               | Z | V | P | VP | PP | GS | GI | B  |
| ----------------- | - | - | - | -- | -- | -- | -- | -- |
| 1. Kazachstán     | 5 | 3 | 1 | 1  | 0  | 14 | 9  | 11 |
| 2. Rakousko       | 5 | 3 | 1 | 0  | 1  | 18 | 15 | 10 |
| 3. Velká Británie | 5 | 3 | 2 | 0  | 0  | 15 | 13 | 9  |
| 4. Francie        | 5 | 2 | 2 | 0  | 1  | 15 | 17 | 7  |
| 5. Norsko         | 5 | 1 | 3 | 1  | 0  | 15 | 14 | 5  |
| 6. Itálie         | 5 | 1 | 4 | 0  | 0  | 8  | 17 | 3  |

 Kazachstán postoupil mezi elitu, zatímco  Itálie sestoupila do 2. divize na Mistrovství světa juniorů v ledním hokeji 2008

## Divize II
MS Divize II. se hrálo ve dnech 10. – 17. prosince 2006 v Miercurea Ciuc v Rumunsku (skupina A) a v Elektrėnai v Litvě (skupina B).

### Skupina A
| Tým           | Z | V | P | VP | PP | GS | GI | B  |
| ------------- | - | - | - | -- | -- | -- | -- | -- |
| 1. Maďarsko   | 5 | 5 | 0 | 0  | 0  | 52 | 12 | 15 |
| 2. Rumunsko   | 5 | 3 | 1 | 1  | 0  | 23 | 13 | 11 |
| 3. Chorvatsko | 5 | 3 | 1 | 0  | 1  | 23 | 16 | 10 |
| 4. Španělsko  | 5 | 2 | 3 | 0  | 0  | 16 | 30 | 6  |
| 5. Island     | 5 | 1 | 4 | 0  | 0  | 13 | 35 | 3  |
| 6. Austrálie  | 5 | 0 | 5 | 0  | 0  | 11 | 32 | 0  |

 Maďarsko postoupilo do 1. divize, zatímco  Austrálie sestoupila do 3. divize.

### Skupina B
| Tým            | Z | V | P | VP | PP | GS | GI | B  |
| -------------- | - | - | - | -- | -- | -- | -- | -- |
| 1. Litva       | 5 | 4 | 0 | 1  | 0  | 30 | 7  | 14 |
| 2. Nizozemsko  | 5 | 3 | 0 | 0  | 2  | 30 | 13 | 10 |
| 3. Japonsko    | 5 | 2 | 1 | 2  | 0  | 31 | 14 | 8  |
| 4. Jižní Korea | 5 | 1 | 3 | 0  | 1  | 13 | 18 | 4  |
| 5. Mexiko      | 5 | 1 | 4 | 0  | 0  | 7  | 37 | 3  |
| 6. Srbsko      | 5 | 1 | 4 | 0  | 0  | 12 | 34 | 3  |

 Litva postoupila do 1. divize, zatímco  Srbsko sestoupilo do 3. divize.

## Divize III
Hráno od 8. do 14. ledna 2007 v Ankaře v Turecku.
| Tým            | Z | V | P | VP | PP | GS | GI | B  |
| -------------- | - | - | - | -- | -- | -- | -- | -- |
| 1. Čína        | 5 | 4 | 0 | 1  | 0  | 37 | 12 | 14 |
| 2. Belgie      | 5 | 4 | 0 | 0  | 1  | 38 | 12 | 13 |
| 3. Nový Zéland | 5 | 2 | 2 | 1  | 0  | 22 | 18 | 8  |
| 4. Arménie     | 5 | 2 | 2 | 0  | 1  | 26 | 27 | 7  |
| 5. Turecko     | 5 | 1 | 4 | 0  | 0  | 9  | 31 | 3  |
| 6. Bulharsko   | 5 | 0 | 5 | 0  | 0  | 13 | 45 | 0  |

 Čína a  Belgie postoupily do 2. divize.